# Рогатинська міська територіальна громада
Рогатинська міська громада — територіальна громада в Україні, в Івано-Франківському районі Івано-Франківської області. Адміністративний центр — м. Рогатин.
Площа громади — 652,6 км², населення — 31 500 осіб (2020).

Громада знаходиться на крайній півночі Івано-Франківського району, Івано-Франківської області.  неподалік від сусідніх обласних центрів - Львова та Тернополя,та межує : на півдні з Більшівцівською селищною, та Бурштинською міською громадами,на південному-заході Букачівською селищною громадою Івано-Франківської області, на півночі з Перемишлянською,на північному заході з Бібрською, та на заході з Ходорівською міськими громадами Львівської області, на сході з Нараївською,та Саранчуківською сільськими громадами Тернопільської області.

### Рельєф
У географічному відношенні височинна місцевість т.з. Рогатинсько-Ходорівське Опілля, (від 200 до 400 м над рівнем моря), поділена долинами річок Гнила Липа, Нараївка та Свірж.

### Природно-заповідний фонд

#### Ботанічні заказники
Бубонець, Урочище Вертебиста, Урочище «Дуброва та Язвине».

#### Гідрологічні заказники
Болото, Під Верховиною.

#### Лісові заказники
Журитин.

#### Ботанічні пам'ятки природи
Ожеред, Чортова Гора (загальнодержавного значення).

#### Комплексні пам'ятки природи
Великі Голди.

## Історія
У 2020 р. в результаті адміністративно-територіальної реформи - утворено Рогатинську МОТГ, а її територію включено до складу новоутвореного Івано-Франківського району.

## Адміністративний устрій
Адміністративно-територіально громада поділена на старостинські округи, які  підпорядковані Рогатинській міській раді. Адміністративний центр громади — місто Рогатин.

## Економіка

### Промисловість
Промисловість Рогатинської ТГ представлена основними 11 підприємствами.
За загальними обсягами виробництва найбільшу питому вагу в загальній структурі промислового виробництва займає харчова та переробна промисловість, яка представлена виробництвом борошна, хліба та хлібобулочних виробів, мінеральної води, безалкогольних напоїв, консервів м'ясних та плодоовочевих, ковбасних виробів, масла тваринного, цільномолочної продукції, сиру та бринзи, круп.
У харчовій промисловості сьогодні ефективно працюють ЗАТ СП «Євро-Мілк», ТзОВ «Галхімтекс», ЗАТ «Роксолана», СП «Галпласт».
Однією з основних галузей промисловості в районі є видобуток корисних копалин і виробництво будівельних матеріалів. Рогатинський район достатньо забезпечений природними будівельними матеріалами (піском, вапняками, кам'яними, гіпсовими породами, каменем будівельним, глиною білою і червоною). Працює кілька потужних піщаних кар'єрів. Пісок родовищ використовується як будівельний матеріал і може використовуватись як сировина для виробництва скла. Найбільш розвіданим сьогодні є Погребенсько-Городенківське родовище пісків і Заланівське родовище вапняків. Потужність кварцових пісків у цьому середовищі становить від 4 до 47,7 м, запаси понад 16000 тис. м³, а товщина вапнякових пластів у цьому ж родовищі 2-15,8 м. Потужність покладів вапняків Заланівського родовища становить у середньому 19 м, а запаси понад 10500 тис. м³. Потужне родовище діє в селі Лопушня. Воно забезпечує вапняком вапняні печі в селах Верхня Липиця та Пуків, Потоківський цегельний завод, а також цех підприємства з випуску вапнякового борошна. Великі родовища гіпсових порід є в селах Дегова, Явче, Лучинці. Будівельний камінь добувають майже по всьому району, а найбільші його запаси в селах Липівка, Воронів. Значними є і запаси червоної глини.

### Підприємництво
На території громади зареєстровано біля 300 суб'єктів підприємницької діяльності. Основну питому вагу серед підприємств малого бізнесу займають підприємства, які зайняті у сфері торгівлі та громадського харчування. Серед них ТзОВ «Кромас», «Орзон», «Омега», «Укрмедекспорт», «Гал-круїз», «Галхімпром», «Тірос-Петроль-Техно-Центр», «Колос», Виробничо-комерційне підприємство «Укрнафтогазова компанія».
У сфері підприємницької діяльності зайнято 510 осіб що працює, або 3,5 % від загальної чисельності зайнятих в галузях економіки району.

## Транспорт
Громада має налагоджений автомобільний та залізничний зв'язок з іншими містами України та за кордоном. Через територію району проходить автошлях міжнародного значення М-30E50 (Стрий—Ізварине), національного значення — Н-09 Мукачево-Івано-Франківськ-Рогатин-Львів, та територіального значення Т1417 - Куровичі-Рогатин, та залізниця Стрий—Тернопіль. З Рогатина до обласних центрів Івано-Франківська, Львова, Тернополя можна дістатись менш ніж за 1 годину, до митниць на західному кордоні України — Смільниця, Шегині, Краковець, Грушів та Рава-Руська за 2 години.

## Населені пункти
У складі громади 1 місто (Рогатин), 64 сіл: Бабухів, Вербилівці, Залужжя, Верхня Липиця, Гоноратівка, Городиська, Зеленів, Лопушня, Малинівка, Виспа, Васючин, Любша, Мельна, Кам'янка, Воскресинці, Григорів,  Данильче, Дегова, Приозерне, Дички, Яглуш, Добринів, Корчунок, Долиняни, Жовчів, Журів, Заланів, Малий Заланів, Кліщівна, Княгиничі, Загір'я, Конюшки, Березівка, Липівка, Воронів, Кривня, Лучинці, Обельниця, Нижня Липиця, Помонята, Потік, Залип'я, Пуків, Путятинці, Підвиння, Кутці, Перенівка,  Підгороддя, Підмихайлівці, Луковище, Руда, Підкамінь, Світанок, Бойки, Стратин, Погребівка, Уїзд, Фрага, Беньківці, Підбір'я, Черче, Чесники, Явче, Йосипівка, та 7 присілків (Вигода, Григорівська Слобода, Лісова, Межигаї, Пилипівці, Стефанівка).